# اخبار خراسان در مطبوعات دوره قاجار
کتاب اخبار خراسان در دوره قاجار شامل ۱۷ جلد است که توسط سیدمهدی سیدقطبی و از لابه لای اوراق نشریات دوره قاجار فارسی زبان گردآوری شده است. محتوای این اثر همگی مربوط به خراسان بزرگ است.

## مقدمه
آگاهی از اخبار و وقایع دقیق گذشتگان مورخ را در تحلیل‌ها و پژوهش‌هایش، یاری می‌کند و به خواننده مشتاق تاریخ هم اطلاعات دقیق‌تر و جامع‌تری می‌دهد. روزنامه‌های گذشته همیشه منابعی غنی و هیجان‌انگیز برای پژوهش در احوال گذشتگان بوده‌اند. علاوه بر اینکه روزنامه‌ها روزشمار دقیق وقایع گذشته را به ما می‌دهند، منابع خوبی برای تحلیل افکار عمومی و دیگر تحلیل‌های تاریخی و جامعه‌شناختی‌ هستند. گاه سطری درج شده در مطبوعات می‌تواند راهگشای یک نکته مبهم تاریخی یا نمایانگر یک گوشه مغفول مانده در تاریخ یک سرزمین باشد.

«اخبار خراسان در مطبوعات دوره قاجار» مجموعه‌ای است که برای ایران‌دوستان و ایران‌شناسان گردآوری شده است. این مجموعه هفده جلدی (در سیزده هزار  صفحه)، اخبار خراسانی مندرج در مطبوعات دوره قاجار را از ابتدای تأسیس روزنامه کاغذ اخبار، تا سال‌های پایانی سلطنت احمدشاه قاجار ارائه کرده است.

اگرچه   یکایک جلدها دارای نمایه مستقل در انتهای کتاب هستند اما در جلد سیزدهم کل نمایه‌های جلدهای اول تا دوازدهم در هم ادغام و یکپارچه شدند.

## اندیشه نگارش کتاب
پژوهشگر از 1387 تاکنون به مطالعه و بررسی مطبوعات به ویژه دوره قاجار در حوزه خراسان به ویژه تاریخ مشهد،تاریخ مطبوعات،تاریخ آستان قدس، سفرنامه‌پژوهی و...پرداخته است و حاصل این مطبوعه‌پژوهی علاوه بر نگارش حدود یک صد مقاله در موضوع‌های پیشگفته، چاپ و انتشار 26 کتاب است.
با وجود تلاش‌های بسیار محققان حوزۀ تاریخ خراسان و نگارش مقاله و کتاب، هنوز دربارۀ بسیاری از موضوع‌های مختلف این حوزه دانشی منبعی وجود ندارد بنابراین پژوهشگر با هدف تأمین نیازهای محققان و علاقمندان به تاریخ خراسان، با کاوش مطبوعات به استخراج اخبار مندرج در آنها پرداخت. عمده مطالب موجود در نشریات قاجار تلگراف و مکتوب‌های افراد سرشناس و موثق و خبرنگاران روزنامه‌ها است که از طریق پست برای نشریه ارسال کردند و روزنامه پس از بررسی و اطمینان از صحت نوشته به چاپ آن اقدام می‌نماید.
سرانجام پس از ده سال مطالعه و پژوهش (1387- 1396) گردآورنده در میان انبوه مطبوعات چاپی و دیجیتال ایران و جهان در سال 1397 جلد اول «اخبار خراسان در مطبوعات دوره قاجار» منتشر شد و در طول 4 سال بعد (1397- 1401)، جلدهای 2- 17 این کتاب به زیور طبع آراسته گردید.
برای انتشار هر جلد به ترتیب مراحل گزینش محتوا، بازخوانی،  تنظیم، ویرایش، صفحه‌آرایی، نمایه سازی، مجوز چاپ و نشر جداگانه انجام شده  است.
آخرین گفتگوی با مولف این کتاب مهم را در این آدرس (https://shrr.ir/001Jcl) بخوانید.

## محتوای کتاب
نظم محتوای کتاب با توجه به اولویت زمانی انتشار نشریات و به تفکیک هر شماره تنظیم شده است البته علاوه بر متن اگر عکس خراسانی نیز یافت شده آن نیز در محل مناسب خودش آمده است.
محتوای مطبوعات قاجار به لحاظ شیوه نگارش کاملاً متفاوت با مطبوعات کنونی است به طوری که هیچگونه علائم سجاوندی و نگارشی در محتوای این نشریات وجود ندارد و عمدۀ مطالب به لحاظ کمی صفحه‌های روزنامه و انبوه اخبار کشور، کوتاه شده و تلگرافی است. بنابراین، پژوهشگر ابتدا بندهای متن را مشخص ساخته، سپس با به کارگیری نشانه‌های نگارشی، حد و مرز آنها را تعیین نموده، حتی برای فهم بهتر، گفت‌وگوهای افرادی را که نامشخص بودند، با نشانه‌های خاص مشخص گردید. به هر حال پژوهشگر تمام تلاش خویش را برای روان‌خوانی مطالب به کار گرفت
اگرچه برخی از مطالب جمع‌آوری شده ممکن است تکراری و شبیه به نظر آید اما چون در روزنامه‌های مختلف درج شده است و ارزش اطلاعاتی و تاریخی دارد حذف نگردید.
در این کتاب عمدۀ نشریه‌ها، چاپ سنگی و برخی چاپ سربی بودند اما در عمدۀ موارد خواندن و بازنویسی اخبار بسیار مشکل و در برخی مواقع بسیار دشوار و ناممکن بود. برای مثال روزنامۀ دولت علّیه ایرانِ چاپ سنگی، به لحاظ پیچ و تابش‌های خط نستعلیق و ذوق‌زدگی خطاط گاهی ساعت‌ها زمان صرف گردید تا کلمه‌ای خوانده شود. به هر حال پژوهشگر سختی‌ها را به جان خرید تا پژوهشگران خراسان، متون مهم تاریخی را به راحتی استفاده نمایند.

## فهرست مندرجات کتاب
ج. ۱. روزگار محمدشاه و ناصرالدین‌شاه

ج. ۲. روزگار مظفرالدین شاه (۱۳۱۴–۱۳۲۴)

ج. ۳. روزگار محمدعلی‌شاه (محرم ۱۳۲۵- جمادی الثانی ۱۳۲۷ق)

ج. ۴ روزگار احمدشاه (رجب ۱۳۲۷–۱۳۴۴ق) روزنامه‌های حبل‌المتین، چهره‌نما، تمدن، عصر جدید، مجلس

ج. ۵. روزگار احمدشاه (رجب ۱۳۲۷–۱۳۴۴ق) روزنامه‌های شمس، تنبیه درخشان، ایران نو، رعد

ج. ۶. روزگار احمدشاه (رجب ۱۳۲۷–۱۳۴۴ق) روزنامه‌های رعد، ایران، خراسان، کاشف اسرار

ج. ۷. روزگار احمدشاه (رجب ۱۳۲۷–۱۳۴۴ق) روزنامه‌های طوس، عصر جدید، بلد الامین، رعد، ایران

ج. ۸. روزگار احمدشاه (رجب ۱۳۲۷–۱۳۴۴ق) روزنامه‌های نوبهار، تازه بهار و ایران

ج. ۹. روزگار احمدشاه (رجب ۱۳۲۷–۱۳۴۴ق) روزنامه‌های چمن، اطلاعات یومیه، شرق ایران و فکر آزاد

ج۱۰. روزگار احمدشاه (رجب۱۳۲۷–۱۳۴۴ ق) روزنامه‌های فکرآزاد، مهر منیر و وطن

ج. ۱۱. روزگار احمدشاه (رجب ۱۳۲۷–۱۳۴۴ق) روزنامه‌های شوری، تازه بهار و بهار

ج. ۱۲. روزگار احمد شاه (رجب ۱۳۲۷–۱۳۴۴ ق) روزنامه‌های آگاهی، بهار، شرق ایران، و مجله الکمال

ج. ۱۳. نمایه مجلدات دوازده‌گانه 

ج. ۱۴. روزگار احمد شاه (رجب ۱۳۲۷–۱۳۴۴ ق) روزنامه‌ تازه بهار (۱۹ جمادی‌الثانی ۱۳۳۸- ۱ جمادی الثانی ۱۳۳۹)

ج. ۱۵. روزگار احمد شاه (رجب ۱۳۲۷–۱۳۴۴ ق) روزنامه تازه بهار (مشهد) بازه زمانی (۱۸ ربیع‌الثانی- ۱ جمادی‌الثانی ۱۳۳۹) قمری و روزنامه خورشید بازه زمانی (۱۷ ذیقعده ۱۳۴۱- ۵ ربیع‌الثانی ۱۳۴۳)

ج. ۱۶. روزگار احمد شاه (رجب ۱۳۲۷–۱۳۴۴ ق) روزنامه خورشید (۹ ربیع الثانی ۱۳۴۳ - ۲۸ جمادی الثانی ۱۳۴۴) و روزنامه فکر آزاد (۲۳ ذیحجه ۱۳۴۱- ۱۷ ربیع الاول ۱۳۴۲) 

ج. ۱۷. روزگار احمد شاه (رجب ۱۳۲۷–۱۳۴۴ ق) روزنامه بهار (۹ محرم- ۱۸ شعبان ۱۳۴۱) و 
روزنامه فکر آزاد (۲۲ ربیع‌الاول ۱۳۴۲ – ۵ محرم ۱۳۴۳)
برای دانلود قانونی نسخه الکترونیکی جلدهای اول تا دهم این کتاب با امکان جستجوی تمام متن، باید به سایت کتابراه (www.ketabrah.ir) مراجعه کنید و با جستجو نام کتاب  لینک دانلود آن بیابید.

## منتقدان
سید فرید قاسمی که از او بعنوان «حافظه مطبوعات ایرانی» و «آبروی حرفه روزنامه‌نگاری» یاد می‌شود در مجله کتاب دربارهٔ این مجموعه می‌نویسد: «آنچه این اثر را از همگنان متمایز می‌کند صداقت کوششگر در ذکر منابع و یادآوری زحماتی است که پایه کارهای بعدی را فراهم آورد. باید به سیدمهدی سیدقطبی، کارشناس ارشد کتابداری که هیئت علمی گروه مطبوعات کتابخانه آستان قدس عضویت دارد دست مریزاد گفت. پژوهشگری که تاکنون امانتدارانه و صادقانه ۲۷ عنوان کتاب و ۱۰۱ مقاله تحقیقی انتشار داده‌است.»
محمود فاضلی بیرجندی مترجم و پژوهشگر تاریخ ایران، در یادداشتی «اخبار خراسان در مطبوعات دوره قاجار» را گنجینه ای از اخبار خراسان توصیف نموده و می‌نویسد: «تاریخ ایران تاریخی است که غالبا در حول مرکز قدرت و حکومت دور زده و خبرهای حکومت‌ها را گزارش کرده‌است. از این لحاظ ارزش مخصوص این کتاب و نظایر آن بهتر نمودار می‌شود. چون به خبرهای سرزمین‌های دیگر به جز مرکز قدرت حکومتی پرداخته‌است.
اخبار خراسان در مطبوعات دوره قاجار مرجعی است که هم کتابخانه‌ها و مراکز پژوهشی و هم اهل پژوهش بدان احتیاج مبرم دارند. من که این دوره را خریده و بهره‌ها از آن برده‌ام، به لحاظ آشناکردن اهل تتبع در اوضاع شرق ایران این یادداشت را در معرفی آن نوشتم. بادا که خدمت پرزحمت مؤلف آن بهتر دیده شود و بیشتر، چنان‌که باید، به کار آید.»
عبدالمهدی رجایی دارنده دکتری تاریخ محلی، مجموعه «اخبار خراسان در مطبوعات دوره قاجار» را اثری سترگ و ارجمند قلمداد می‌نماید که البته به صورت دقیق و علمی کار شده تا باری از دوش پژوهشگران و شهرشناسان این استان بردارد.

جواد نوائیان رودسری، پژوهشگر تاریخ ضمن بیان اینکه، کتاب 17 جلدی اخبار خراسان در مطبوعات دوره قاجار، یکی از منحصربه‌فردترین منابع اطلاعاتی ما درباره تاریخ خراسان است، معتقد است «ویژگی مهم این کتاب، خارج شدن از انحصار مطبوعات محلی و ورود به مطبوعات ملی و محلی دیگر نقاط ایران برای کشف وقایع مربوط به خراسان است و یکی از نکات مثبت بسیار مهم کتاب، تدوین آن براساس تاریخ انتشار است که به مخاطب اجازه مانور اطلاعاتی در متن کتاب را می‌دهد. همچنین نمایه‌سازی انتهای کتاب، از دیگر نکات مثبت این اثر است که به مثابه کلیدی برای پژوهشگر، قابل استفاده است. 
تسهیل خوانش برای مخاطب، از دیگر ویژگی‌های این کتاب است که به وی این امکان را می‌دهد تا به دور از دردسرهای مربوط به حروف‌چینی قدیم و با راهنمایی‌های گردآورنده در متن کتاب، خوانش ساده‌تری از آن داشته باشد. 
از فواید بسیار مهم کار با این کتاب، افزون بر اطلاعات مربوط به خراسان و به‌ویژه شهر مشهد، گذراندن یک دوره کامل تاریخ مطبوعات نیز است. این مسئله موجب می‌شود که خواننده، با آگاهی از جبهه سیاسی و اجتماعی روزنامه و نوع نگاه ناشران آن، به وقایع بنگرد و آن را ارزیابی و تحلیل کند.»
هما سعادتمند خبرنگار روزنامه شهرآرا، در یادداشتی در همین روزنامه با اشاره به اینکه کتاب «اخبار خراسان در مطبوعات دوره قاجار» به اخبار استخراج‌شده حوادث و رویدادهای مشهد و خراسان از آرشیو مطبوعات گذشته اختصاص دارد، معتقد است: «از آنجا که تمام مطالب این مجموعه براساس اولویت زمانی دسته‌بندی، تنظیم و چاپ شده‌اند، حکم آیینه‌ای را دارند که می‌توان تصویر مشهد و خراسان دوره قاجار را بی کم و کاست و بدون هیچ‌گونه دخل و تصرف در آن مشاهده کرد.»

## وضعیت پخش و توزیع
هم اکنون مجموعه کتابهای «اخبار خراسان در مطبوعات دوره قاجار» علاوه بر چندین دوره در سازمان کتابخانه‌های آستان قدس رضوی، در دیگر کتابخانه مهم ایران از قبیل کتابخانه مجلس، کتابخانه تاریخ اسلام و ایران، کتابخانه مرکزی دانشگاه تهران، دانشگاه مرکزی دانشگاه اصفهان، دانشگاه مرکزی دانشگاه جیرفت، دانشگاه مرکزی دانشگاه فردوسی مشهد، کتابخانه مرکزی شهرداری مشهد، کتابخانه مرکز پژوهشهای شهرداری مشهد، کتابخانه تخصصی ادبیات قم، موسسه کتاب شناسی شیعه، كتابخانه انجمن آثار و مفاخر فرهنگی، کتابخانه مرکزی فرهنگستان زبان و ادب فارسی (تهران)، كتابخانه و مركز اسناد بنياد ايران شناسى (تهران) موجود است.
همچنین این کتاب در سطح دنیا علاوه بر سایت ناشر (https://alfehrest.com)، از طریق سایتهای (indoaryanabookco.com)، (www.iranfarhang.com) و (www.opars.com)برای فروش عرضه میشود و هم اکنون در دوازده کتابخانه مهم امریکا (کتابخانه دانشگاه هارواد، کتابخانه دانشگاه ییل، کتابخانه دانشگاه کلمبیا، کتابخانه دانشگاه نیویورک، کتابخانه دانشگاه پرینستون، کتابخانه دانشگاه پنسیلوانیا، کتابخانه دانشگاه شیکاگو، کتابخانه دانشگاه کارولینای شمالی، کتابخانه دانشگاه اندیانا، کتابخانه دانشگاه واشینگتن، کتابخانه دانشگاه استنفورد، کتابخانه دانشگاه تگزاش) و دو کتابخانه انگلستان (کتابخانه بریتیش) و (کتابخانه دانشگاه آکسفورد) لندن، در ژاپن کتابخانه دانشکده ادبیات دانشگاه توکیو، و دیگر کشورها یافته میشود.

## پروژه اخبار خراسان
پروژه اخبار خراسان با هدف استخراج اخبار مشهد و شهرهای خراسان رضوی، شمالی و جنوبی از تمام روزنامه های فارسی ایران و جهان از دوره قاجار تا پایان عصر پهلوی در حال انجام است.
مجموعه «اخبار خراسان در مطبوعات»  در سه دوره به شرح زیر طراحی شده است:  دوره اول «اخبار خراسان در مطبوعات دوران قاجار» است که در 17 جلد بین سال های 1397تا 1401 (در 12 هزار صفحه) منتشر شده است که 
جلد اول، مطبوعات دوره ناصری، جلد دوم مظفری و جلد سوم مطبوعات دوران محمدعلی شاه قاجار و بقیه جلدها به مطبوعات زمان احمدشاه قاجار مربوط می شود.
حجم نشریات مورد مطالعه برای این دوره: 60 عنوان (از میان 190 عنوان)، 19600 شماره (از میان 69500 شماره)، 73500 صفحه (از میان 171500 صفحه) اخبار و مطالب خراسانی بدست آمد.
دوره دوم این مجموعه «اخبار خراسان در مطبوعات دوره رضاشاه پهلوی (1305- 1320)» است که در 19 جلد (14 هزار صفحه) در سال‌های 1400-1404، منتشر شده است. 
دوره سوم این مجموعه «اخبار خراسان در مطبوعات دوره محمدرضا شاه پهلوی» (1321- 1357) که قرار است در 85 جلد (60 هزار صفحه) منتشر شود و تا مرداد 1404 جلدهای اول تا سی‌ام آن چاپ شده است 
و پیش بینی میشود تا سال 1408 ادامه داشته باشد.
در این طرح تمام خبرها، مقاله ها و مطالب مرتبط با خراسان در روزنامه های موجود در مرکز مطبوعات آستان قدس رضوی و CD های منتشره کتابخانه ملی، کتابخانه مجلس و نهاد کتابخانه‌های عمومی کشور و سایر نهادهای آرشیوی کشور استخراج شده و به صورت مجموعه اخبار خراسان در حال چاپ است.
برآورد نهایی مجموعه کتابهای اخبار خراسان در سه دوره طراحی شده پیشگفته در حدود 120 جلد (700 صفحه‌ای) با حجم  85 هزار صفحه در قالب 21 میلیون کلمه است.

## آثار منتشره بر اساس این کتاب
با توجه به اینکه این کتاب مفصل‌ترین و مهمترین منبع اطلاعاتی تاریخی درباره خطه خراسان است و در کشور منحصر به فرد است اما تاکنون مورد حمایت هیچ گروه و سازمانی قرار نگرفته است و هیچ تبلیغاتی نداشته است اما تاکنون ده‌ها کتاب و پایان نامه و صدها مقاله بر اساس مجموعه کتابهای اخبار خراسان نوشته شده است که چند مورد آن به شرح زیر است:
پایان نامه‌هایی درباره «زلزله شیروان در سال 1308 شمسی»، «تاریخ بجنورد»، «تاریخ بیرجند»، «نمایندگان مشهد در دوره هفتم مجلس شورای ملی»، «روند توسعه شهری مشهد در دوره معاصر».
همچنین یکی از منابع اصلی کتابهای جشنهای فردوسی نگارش آقای موسی الرضا نظری، تاریخ اقتصادی مشهد نگارش دکتر علی نجف زاده، ‎تاريخچه‌اي از فرمانروايان خراسان نوشته آقای دکتر محمود فاضلی بیرجندی، از تبریز تا برلین - از برلین تا مشهد همراه با کلنل محمدتقی‌خان پسیان و جنبش او در خراسان نگارش دکتر یوسف متولی حقیقی، تاریخ فوتبال خراسان نوشته نخعی، دایره‌المعارف نامداران ورزش خراسان تالیف و تحقیق حسن باغبان، کتاب اخبار خراسان است.
و صدها مقاله درباره مشهد و سایر شهرها خطه خراسان که بسیاری از آن در روزنامه شهرآرا منتشر شده است که اگر بخواهم جزئیات آن را بگویم از حوصله خوانندگان خارج است.